# Ewald Stadler
Pour les articles homonymes, voir Stadler.
Ewald Stadler, né le 21 mai 1961 à Mäder, est un homme politique autrichien et membre du Parti de la liberté d'Autriche (Freiheitliche Partei Österreich, FPÖ) jusqu'en 2007 . Il est considéré comme appartenant à l'aile des nationalistes allemands du FPÖ, puis de l'Alliance pour l'avenir de l'Autriche (BZÖ).

## Biographie
Après sa scolarité, Stadler travaille comme agent comptable au centre des impôts. Dans un même temps, en 1990, il étudie le droit à l'Université d'Innsbruck. Il est à l'époque proche de la Fraternité sacerdotale Saint-Pie-X[réf. nécessaire]. 
Il est aussi membre de l'association catholique Compagnia di Santa Maria della Mercede, affilié à l'Ordre de Notre-Dame-de-la-Merci.
Entre 2007 et 2008, il achève son année de pratique judiciaire (de)au tribunal de Krems (sur le Danube), nécessaire avant de devenir avocat, en Autriche. En 2009, il postule le poste d'avocat à Neulengbach. Il est marié et père de six enfants.

## Carrière politique
Ewald Stadler a été membre du conseil municipal de Mäder entre 1985 et 1996, ainsi que de son Gemeindevorstand entre 1990 et 1994. Élu à l'assemblée du Vorarlberg en 1989, il y siège jusque 1994. Parallèlement, Stadler est directeur du Parti de la liberté d'Autriche (FPÖ) pour le Vorarlberg de 1991 à 1994. Le 7 novembre 1994, il accède au conseil national d'Autriche, où il reste jusqu'au 28 avril 1999. À cette époque, il est membre de la direction fédérale du FPÖ. En 1998, il devient chef du FPÖ en Basse-Autriche ainsi que député du parlement de Basse-Autriche en 1999 et en 2001.
Après le 1er juillet 2001, il devient volksanwalt au niveau fédéral pour le commerce, l'industrie, la défense nationale, l'instruction et la culture, la police et la justice. Il le reste jusqu'en 2006, date à laquelle il est élu au conseil national. Il dirige l'académie du FPÖ et est responsable de la formation des fonctionnaires appartenant au parti libéral.
Le 30 octobre 2006, Stadler obtient un siège au conseil national sous l'étiquette de membre du parti libéral. Cependant le 7 mars 2007, à la suite de désaccord à propos de la direction du parti libéral, il quitte le parti. Le 16 août 2008, il déclare qu'il rejoindra l'Alliance pour l'avenir de l'Autriche (BZÖ) lors des élections au conseil national de 2008. Il y représente le BZÖ depuis cette date.
Il fait scandale en dénonçant, à l'occasion d'une fête à connotation païenne, « l'idéologie officielle » selon laquelle les Autrichiens ont été, en 1945, « soi-disant libérés du fascisme et de la tyrannie ».
Le 3 avril 2009, Stadler est élu directeur du BZÖ en Basse-Autriche avec 97,7 % des voix, succédant à Christine Döttelmayer, qui avait quitté son poste deux mois plus tôt.
Le 7 juin 2009, il figure comme tête de liste du BZÖ au parlement européen.
Il devient député européen le 7 décembre 2011 grâce à l'entrée en vigueur du traité de Lisbonne qui a offert deux sièges supplémentaires à l'Autriche. Au sein du Parlement européen, il ne fait partie d'aucun groupe, comme la plupart des parlementaires d'extrême-droite. Il est membre de la commission de l'agriculture et du développement rural.
Le 13 décembre 2013, Ewald Stadler crée le REKOS, un parti qui se décrit comme réformiste et conservateur, et qui se veut être une alternative aux populistes du FPÖ, tout comme aux conservateurs de l'ÖVP. Faute de résultats, il est dissous en juin 2016.
Il ne se présente pas aux élections législatives de 2017 et se consacre à ses activités professionnelles.